# Santa Maria de Caldes de Montbui
Santa Maria de Caldes de Montbui és una església parroquial de Caldes de Montbui (Vallès Oriental) protegida com a bé cultural d'interès local. És al centre del nucli urbà de Caldes de Montbui, a l'extrem meridional del centre històric, just al lloc on hi hagué el Portal de Barcelona. Davant de la porta principal del temple s'obre la plaça de l'Església, en el costat nord el carrer de Roma i la plaça de l'Om, i en el costat de llevant comença el carrer de Font i Boet. Pel costat de ponent i sud-est, l'església dona a una placeta damunt de la timba de la riera de Caldes.

## Descripció
L'església és d'una sola nau amb capelles laterals. L'estructura és la tradicional de parets de càrrega en edificis parroquials, amb voltes de creuer i contraforts. La coberta és de teula aràbiga a dues vessants. El campanar és de base octogonal i està adossat a l'absis. La façana és de línies simples i llises, fonamentalment plana, fent ressaltar la portada i el coronament del parament. És completament simètrica respecte a un eix central. Està rematada per un frontó i unes motllures, destacant-hi el rosetó i el portal barroc, format per tres columnes salomòniques a cada costat de la porta amb decoració vegetal, coronades amb capitells compostos que sostenen un entaulament sobre el que es recolza un arc trencat rebaixat. Al centre d'aquest s'aixeca una fornícula de pilastres. El conjunt està rematat per l'escut de Caldes, flanquejat per dos lleons.
Tota la construcció és de pedra picada. Les estructures bàsiques de la nau, les capelles i l'absis, romanen fidels a les tècniques del gòtic. Els elements ornamentals de l'interior del temple foren dissenyats quasi tots al gust clàssic. La portada de la sagristia és d'estil renaixentista, i el magnífic portal d'entrada de l'església és d'estil barroc. En tot el seu conjunt, els elements estan tractats amb un gran equilibri de volums, forma i composició.
Dins la capella principal es conserva la Majestat de Caldes, talla policromada romànica del segle xii. Fou cremada durant la guerra de 1936 i només se salvà el cap, a partir del qual es va fer una rèplica.

## Història
El document més antic on apareix citada l'antiga església romànica de Sant Maria és del 1002.
Degut al mal estat d'aquesta, es començaren en el 1589 les obres de la nova i actual església, damunt i al voltant de l'antic Palau Reial. En una primera fase de l'obra en foren arquitectes Joan i Antic Ponç (pare i fill) de Sant Feliu. La seva tasca fou meritòria però no veieren ni de bon tros acabada l'obra. El 1622 mancava encara la façana, diverses capelles laterals i la gran capella al capdavall de la nau, així com molts detalls interiors. De 1623 al 1678 quasi no es construí res, ja que hi havia una gran manca, tant de diners, com de personal. Més endavant s'enllestí el campanar començat 1614 i algunes capelles laterals. El 1679 el mestre de cases Miquel Fiter reprengué les obres d'una manera seriosa. Aquell mateix any el rei Carles II havia concedit a la vila una franquícia d'allotjament i contribució per poder acabar les obres de l'església. El 1699 fou enllestida la capella de la Santa Majestat. Mentrestant el projectista i escultor francès Pere Ruppin deixava començat el portal barroc que seguí el Calderí Pau Sorell coronant-ho amb l'escut de la vila el 1701. L'any 1714 el nou mestres d'obres Joan Fiter rematava els darrers detalls de l'edifici.

## Majestat de Caldes de Montbui
La Majestat de Caldes de Montbui és la imatge del Crist Majestat que es venera a l'església parroquial de Santa Maria de Caldes de Montbui. Actualment es troba al costat esquerre de la capella del Santíssim. La imatge actual és una reproducció de la imatge d'entre els segles xii i xiii que es va cremar el 21 de juliol de 1936 durant la guerra civil espanyola, a excepció del cap que es va poder salvar del mig de les flames.